# Узконадкрылка жёлтоногая
Узконадкрылка жёлтоногая (лат. Oedemera flavipes) — вид жуков-узконадкрылок.

## Описание
Жук длиной 5—9 мм. Окраска жука бронзовая или бронзово-зелёная. Основание усиков и передние ноги коричнево-жёлтые. Наружная жилка надкрылий не сливается с боковым краем. Наличник с продольной бороздкой.  Личинки встречаются в мёртвой древесине. Жуки питаются на цветках травянистых растений.

## Распространение
Встречается во всей Европе, Алжире, Тунисе, Кавказе и на Ближнем Востоке